# Attar-kitah
Attar-kitah (ok. 1310–1300 p.n.e.) - król elamicki, brat i następca Pahir-iszszana. Używał staroelamickiego tytułu „króla Anszan i Suzy”, który nie był już używany od pięciuset lat. Według inskrypcji na przedmiotach wotywnych zdobyć on miał wielkie łupy, które złożyć kazał w świątyni boga Inszuszinaka w Suzie. 